# Kiš (Sumer)
Kiš (sumerski: Kiš; klinopis: 𒆧𒆠; akadski: Kiššatu), bio je tell (grad na brežuljku) u Sumeru u Mezopotamiji. Danas se ruševine nalaze pored današnjeg Tell al-Uhaymir-a u Iraku, istočno od Babilona i 80 km južno od Bagdada.

## Povijest
Kiš je naseljen još od Ubaidskog perioda (o. 5300. – 4300. pr. Kr.) dobivajući moć kao jedan od vodećih gradova u ranom dinastijskom periodu.

### Prva dinastija Kiša
Prema sumerskom popisu kraljeva, prvi kralj iz dinastije Kiš bio je Jushur. Jushurov nasljednik zvao se Kullassina-Bel. No, na akadskom ovo je rečenica: "Svi su bili kralj". Možda ovo ukazuje na povlačenje vladara Kiša na neko vrijeme. Sljedećih devet kraljeva dinastije Kiš (prije Etane) su: Nanjiclicma, En-tarah-ana, Babum, Puannum, Kalibum, Kalumum, Zuqaqip, Aba, Macda i Arwium. Nakon dvanaest kraljeva masovna je poplava opustošila Mezopotamiju. Prema Sumeranima, nakon poplave, Ištar daje Etani mjesto kralja. Prema sumerskim spisima koji ga opisuju kao: "pastira koji se popeo na Nebo i učvrstio zemlju", možemo zaključiti da je donio mir i red u Kiš nakon poplave. 
Dvadeset prvi kralj dinastije Kiš bio je Enmebaragesi, koji se smatra pokoriteljem Elama. On je bio prvi kralj o kojem su arheolozi uspjeli nešto pronaći. Također, poznat je i u literaturi u kojoj su on i njegov sin Aga prikazani kao protivnici Dumuzida i Gilgameša, ranih vladara Uruka.

### Treća dinastija Kiša (o. 2500. – 2330. pr. Kr.)
Treća dinastija Kiša je posebna jer započinje ženom Kubau kao "kraljem". Kasnije je postala božica Kheba. 
Kasnije, iako se vojno i ekonomsko stanje pogoršalo, Kiš je ostao snažnim političkim i simboličkim gradom. Zbog svog simboličkog značaja, kasniji su se vladari nazivali "kraljem Kiša", iako su bili iz Akada, Ura, Asirije, Isina, Larse ili Babilona. 
Sargon Akadski, osnivač Akadskog carstva, došao je na područje blizu Kiša, zvano Azupiranu. Kasnije će se nazvati kraljem Kiša kao pokušaj da označi svoju povezanost s vjerski važnim područjem. U akadska vremena, zaštitnik grada bio je Zababa (ili Zamama) kao i njegova žena, božica Inanna.

### Kasnija povijest
Nakon pada Akadskog carstva, Kiš postaje prijestolnicom malenog nezavisnog kraljevstva. O. 1800. pr. Kr. Kiš vjerojatno prelazi pod vlast Kuthe. Vladavina Kuthe nad Kišom bila je kratka jer je Babilon osvojio Kiš. Time je Kiš postao dijelom sve većeg Babilonskog carstva. Kraljevi Prve dinastije Babilona, Hamurabi i Samsu-iluna obnovili su grad (Hamurabi je obnovio zigurat, a drugi izgradio zid oko Kiša). 
Nakon starobabilonskog razdoblja, Kiš, začudo, nije više bio bitan. Spominje se tek u par dokumenata u drugom tisućljeću pr. Kr. Za vremena novoasirskog i novobabilonskog carstva, Kiš je sve češće na tekstovima. No, u to doba, Kiš je bio gotovo potpuno napušten te se ono što se nazivalo Kiš, najvjerojatnije mislilo na susjednu Hursagkalamu.
Nakon Ahemenida i njihove vlasti nad Kišom, Kiš se više nikada ne spominje iako su arheolozi pronašli dokaze koji nalažu da je grad ostao naseljen i nakon Ahemenida. Iako je Kiš bio gotovo napušten, Hursagkalama je oživljena u partskom periodu rastući u normalan grad s velikom tvrđavom. Pod vlašću Sasanida, stari grad biva totalno napušten zahvaljujući nizu povezanih naselja duž obje strane kanala Shatt en-Nil-a. Posljednje trenutke Kiš je dočekao pod Sasanidima i islamskoj vladavini, nakon čega je posljednji put napušten u kasnim godinama Abasidskog Kalifata.